# Ron Haydock
Pour les articles homonymes, voir Haydock.
 (mars 2019).
Si vous disposez d'ouvrages ou d'articles de référence ou si vous connaissez des sites web de qualité traitant du thème abordé ici, merci de compléter l'article en donnant les références utiles à sa vérifiabilité et en les liant à la section « Notes et références ».
Ron Haydock, né le 17 avril 1940 à Chicago et mort le 14 août 1977 Victorville, en Californie, est un acteur, scénariste, romancier et musicien de rock américain.

### commeVin Saxon

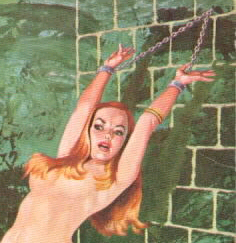
Couverture de "Pagan Urge" (1963) par Vin Saxon

- Pagan Urge, 1963 (réimprimé sous le titre de God of Lust)
- Ape Rape, 1964 (réimprimé en 1967 sous le titre de Caged Lust)
- Erotic Executives, 1964
- Perverted Lust, 1964
- Unnatural Desires, 1965
- Whisper of Silk, 1966
- Sex-a-Reenos, 1966
- Pagan Lesbians, 1966 (Lesbian pulp fiction)
- Animal Lust, 1969

### commeDon Sheppard
- The Flesh Peddlers, 1962